# 小儿科 (刊物)
小儿科是美國兒科學會於每月出版的每月同行評審医学期刊。在1948年1月创刊时，该期刊的首任主编休·麦卡洛克（Hugh McCulloch）阐述了该期刊的愿景：“期刊的内容旨在涵盖儿童在生理、心理、情感和社会结构方面的全面需求。我们选择小儿科这个词来表明这种广泛的意图。”期刊引证报告表明，2022年时该期刊的影响因子为8.0。